# Louis Prima
Louis Prima (Nova Orleans, 7 de dezembro de 1910 – New Orleans, 24 de agosto de 1978) foi um cantor, ator, e trompetista americano conhecido como o Rei dos Swingers.

## Biografia

### Origens
Prima nasceu de uma família musical em New Orleans.  Sua família emigrou da Sicília, chegando aos Estados Unidos após um breve período na Argentina. Prima estudou violino por muitos anos. Seu irmão mais velho, Leon, era um destacado líder de banda do local. Prima tinha orgulho de suas origens e deixava claro em suas performances sua descendência ítalo-americana. Sua forma de cantar e tocar foi absorvida pela influência do crescente músico da cidade Louis Armstrong, particularmente na sua voz rouca e seus scats.
Na sua infância, Prima tocou trompete com Irving Fazola, com a banda de seu irmão e outros grupos antes de formar sua própria banda , Louis Prima's New Orleans Gang.  Mudou-se para Nova York em 1934, trabalhando na 52nd Street com velhos amigos de Nova Orleans como Eddie Miller (sax tenor e clarinete) e George Brunies (trombone), e alguns novos companheiros como Pee Wee Russell (clarinete).  A música "Sing Sing Sing" composta por Louis Prima em 1936 tornou-se um dos maiores hits e uma das mais regravadas da era do swing; a versão de Benny Goodman no Carnegie Hall com participação de Gene Krupa na bateria tornou-se um clássico.
Prima mudou-se para Los Angeles para comandar o Famous Door, uma boate da cidade. Participou de diversos filmes em Hollywood, incluindo uma performance com Bing Crosby no filme O Último Romântico em 1936.  Em 1949 passou a cantar com Keely Smith (que se tornaria sua quarta esposa, e com a qual teve duas filhas, Toni e Luanne) e mais tarde contou com o  saxofonista/arranjador Sam Butera para liderar sua banda, chamada Sam Butera and the Witnesses.
Em 1959, Louis e Keely ganharam o Grammy de melhor performance de grupo ou coral por "That Old Black Magic".
Em 1967, Prima emprestou sua voz para o filme Mogli - O Menino Lobo da Disney, dublando o orangotango Rei Louie.  Cantando a música "I Wan'na Be Like You" da trilha sonora original, levando-o a gravar dois álbuns com Phil Harris: The Jungle Book e More Jungle Book, pela Disneyland Records. Prima também pode ser ouvido na trilha do filme de animação dos Flintstones, The Man Called Flintstone.

## Músicas
Principais músicas gravadas:
- Just A Gigolo/Ain't Got Nobody
- When You're Smilling
- I Wan'na Be Like You
- Angelina
- Jump, Jive and Wail
- Buona Sera
- Basin Street Blues
- Sing Sing Singouvir
- entre outras.

## Discografia
- Breaking It Up! (1953)
- The Wildest! (1956)
- The Call of the Wildest (1957)
- The Wildest Show at Tahoe (1957)
- Las Vegas Prima Style - Recorded Live At The Sahara Hotel (1958)
- Strictly Prima (1958)
- Hey Boy! Hey Girl! – Original Soundtrack (1959)
- Louis and Keely! (1959)
- Louis Prima - His Greatest Hits (1960)
- Together (1960)
- Pretty Music Prima Style, Volume 1 (1960)
- On Stage (1960)
- Wonderland by Night: Pretty Music Prima Style, Volume 2 (1960)
- Blue Moon: Pretty Music Prima Style, Volume 2 (1961)
- Return of the Wildest (1961)
- Doin' the Twist With Louis Prima  (1961)
- The Wildest Comes Home (1962)
- Lake Tahoe Prima Style (1962)
- Prima Show in the Casbar (1963)
- Plays Pretty for the People (1964)
- King of Clubs (1964)
- Let's Fly with Mary Poppins (1965)
- Golden Hits of Louis Prima (1966)
- Louis Prima On Broadway (1967)
- The Jungle Book (1967)
- More Jungle Book (1969)
- The New Sounds of the Louis Prima Band (1969)
- Blast Off! (1970)
- The Prima Generation '72 (1972)
- Just a Gigolo (1973)
- Angelina (1973)
- Let's "Hear" it For Robin Hood (1974)
- The Wildest '75 (1975)

Coronet Records
- On Broadway (1959)
- Louis Prima Digs Keely Smith (sem data)

## Legado
A parceria Prima-Butera continua sendo usada por músicos atuais, incluindo David Lee Roth, que regravou "Just a Gigolo"/"I Ain't Got Nobody" nos anos 1980, e Brian Setzer, Big Bad Voodoo Daddy e outras bandas de swing revival, regravaram grandes sucessos de Prima como "Jump, Jive and Wail".  A banda Smash Mouth menciona seu nome na canção "Heave-Ho" (do álbum Fush Yu Mang), e faz um cover de "I Wan'na Be Like You" para a trilha de Mogli - O Menino Lobo 2.   "I Wan'na Be Like You" também foi gravada por Los Lobos.  Os membros remanescentes do Bill Haley & His Comets regravaram diversas cançoes de Prima, como Buona Sera, a qual dedicaram à memória de Prima.
Muitas gravações originais de Louis Prima foram usadas em filmes como Uma Mulher para Dois, A Grande Noite, Mickey Olhos Azuis, e Máfia no Divã.
Butera and the Witnesses continua fazendo turnês.